# Puente Cal y Canto (métro de Santiago)
Puente Cal y Canto est une station des lignes 2 et 3 du métro de Santiago au Chili, située dans la commune de Santiago.

## Situation sur le réseau
Sur la ligne 2, la station se situe entre Patronato au  nord-est, en direction de Vespucio Norte, et Santa Ana au sud-ouest, en direction de La Cisterna.
Sur la ligne 3, elle se situe entre Hospitales au nord, en direction de Los Libertadores, et Plaza de Armas au sud-est, en direction de Fernando Castillo Velasco. Ces quais, installés à 33 mètres sous le sol, font de la station la plus profonde du réseau de Santiago.
Elle est établie sous l'intersection des rues Cardenal Caro et Presidente Balmaceda, près de la rive du río Mapocho, à la limite nord de la commune de Santiago.

## Histoire
La station est ouverte le 15 septembre 1987 sur la ligne 2 lors de la mise en service du prolongement de celle-ci depuis Los Héroes. Elle demeure le terminus nord de la ligne jusqu'au 8 septembre 2004, quand est ouvert le prolongement vers Cerro Blanco.
Le 22 janvier 2019, la ligne 3 est ouverte à la circulation, en correspondance avec la ligne 2.
Son nom vient de l'ancien pont de Cal y Canto.

## Services aux voyageurs

### Accès et accueil
La station comprend six accès dont un est équipé d'ascenseurs.

## Projet
La station sera reliée aux lignes 7 et 9 du métro Santiago, dont l'inauguration est prévue pour 2028 et 2032.